# Benjamin F. Alexander
Benjamin F. Alexander (* 2. Januar 1849; † 1. März 1911). Zwischen 1883 und 1885 war er als Präsident des Staatssenats faktisch Vizegouverneur des Bundesstaates Tennessee, auch wenn dieses Amt formell erst 1951 eingeführt wurde.

## Werdegang
Benjamin Alexander war der Sohn eines Farmers. Er wuchs auf der elterlichen Farm im Rutherford County auf. Noch im Jahr 1880 lebte er auf dieser Farm. Er wurde Mitglied der Demokratischen Partei und gehörte zwei Legislaturperioden lang dem Senat von Tennessee an, dessen Präsident er 1883 wurde. Als Präsident des Staatssenats war er Stellvertreter von Gouverneur William B. Bate. Damit bekleidete er faktisch den Posten eines Vizegouverneurs. Dieses Amt war bzw. ist in den meisten anderen Bundesstaaten verfassungsmäßig verankert; in Tennessee ist das erst seit 1951 der Fall. Nach seiner Zeit als Senatspräsident ist er politisch nicht mehr in Erscheinung getreten. Er starb am 1. März 1911.